# Hadronisation
En physique des particules, l’hadronisation est le processus par lequel des gluons et quarks libres s’assemblent en hadrons. Dans le modèle standard, l’existence de quarks libres est rendue impossible du fait du confinement de couleur, dû à l’interaction forte. Ceux-ci se combinent donc avec d’autres quarks, a priori virtuels, puis réels, pour former des hadrons (mésons et baryons) blancs de couleur.
Ce phénomène est observable uniquement dans le vide très poussé des accélérateurs de particules comme le LHC. Un cône de quarks libres créé dans de tels accélérateurs s’appelle un jet.